# St. Nikolaus (Frielinghausen)

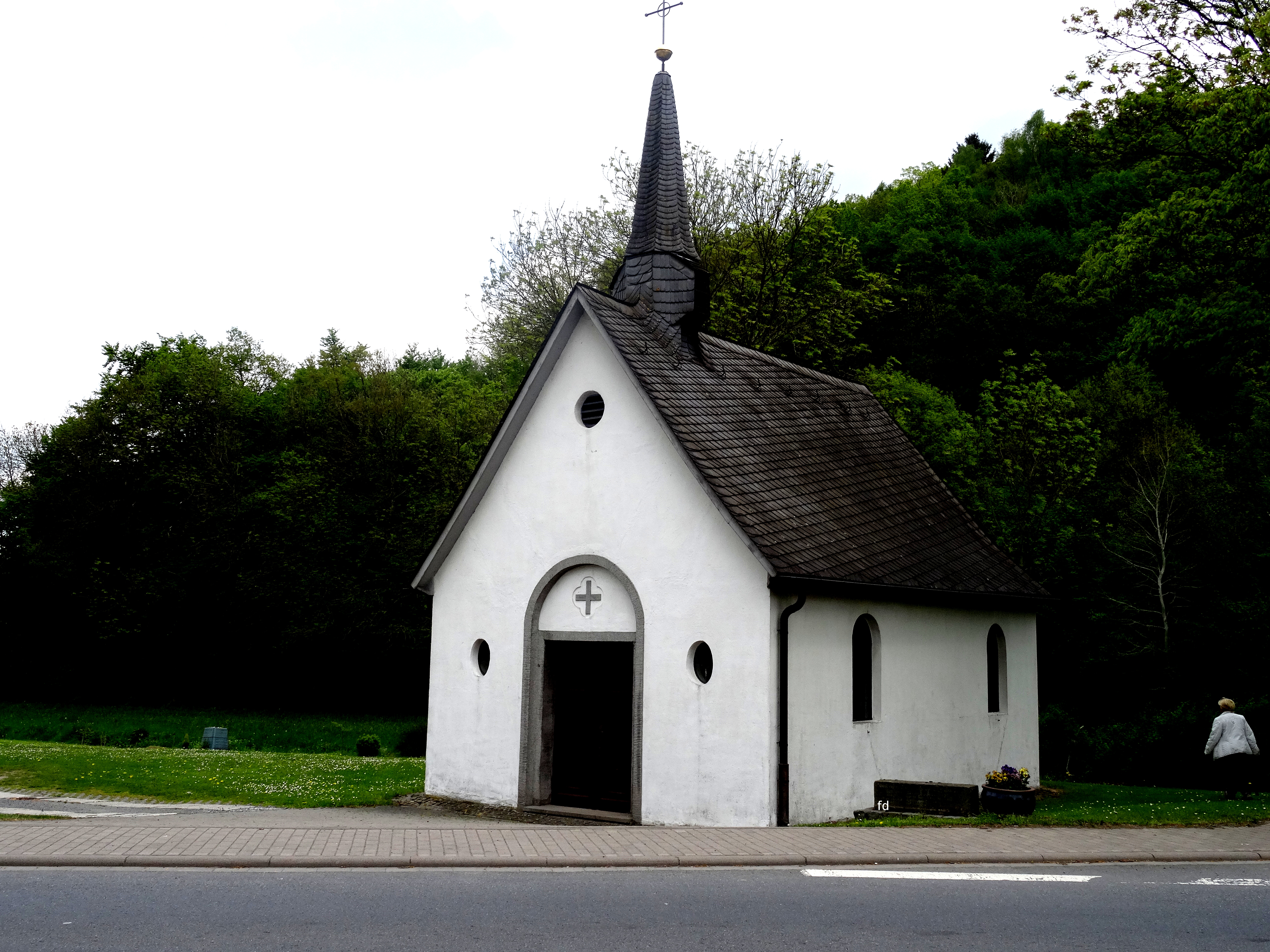
Kapelle St. Nikolaus

Die katholische Kapelle St. Nikolaus ist ein denkmalgeschütztes Kirchengebäude in Frielinghausen, einem Ortsteil von Eslohe im Hochsauerlandkreis (Nordrhein-Westfalen).

## Geschichte und Architektur
Der schlichte, kleine Saal wurde im 17. Jahrhundert errichtet. Der 5/8-Schluss wurde später erneuert; dem Gebäude wurde ein Dachreiter aufgesetzt. Bemerkenswert sind einige Ausstattungsstücke: Ein Kruzifix stammt vom Ende des 13. Jahrhunderts. Der thronende Bischof ist wohl die Darstellung des hl. Nikolaus, er wurde in der Mitte des 13. Jahrhunderts geschnitzt. Der Kopf und die Hände wurden später erneuert. Die Figur der hl. Anna selbdritt wurde um 1500 geschaffen.